# 陈箭深
陈箭深（1960年—），汉族，中华人民共和国政治人物、第十一届全国政协委员。
担任厦门天健华天有限公司董事长、国际审计准则委员会首任中国委员。2008年，当选第十一届全国政协委员，代表无党派人士，分入第十五组。